# Тормэмтор
Тормэмто́р (устар. Торм-Эмтор) — самое крупное озеро в Нижневартовском районе Ханты-Мансийского автономного округа России.
Озеро расположено в 150 км в востоку от Нижневартовска, на левобережье реки Ёкканъёган, в 25 км к северо-востоку от с. Охтеурье.
В переводе с хантыйского языка означает «журавлиное озеро».
Площадь поверхности озера 139 км², что делает его крупнейшим озером в Ханты-Мансийском автономном округе и 90-м в России. Площадь водосбора 188 км². Имеет неправильную форму нескольких слитых между собой окружностей. Диаметр около 20 км. Берега болотистые, покрытые сфагново-кустарниковой растительностью. С севера из озера вытекает река Тормсоим (левый приток реки Ёкканъёган).
В озере обитает окунь, щука, налим, сиг, ёрш и другие виды рыб. Озеро является рыбопромысловым объектом.

## Данные водного реестра
По данным государственного водного реестра России относится к Верхнеобскому бассейновому округу, водохозяйственный участок озера — Вах, речной подбассейн озера — Вах. Речной бассейн озера — (Верхняя) Обь до впадения Иртыша.
По данным геоинформационной системы водохозяйственного районирования территории РФ, подготовленной Федеральным агентством водных ресурсов:
- Код водного объекта в государственном водном реестре — 13011000111115200003629
- Код по гидрологической изученности (ГИ) — 215200362
- Код бассейна — 13.01.10.001
- Номер тома по ГИ — 15
- Выпуск по ГИ — 2